# Naima
Naima è una delle composizioni più celebri ed eseguite tra quelle composte dal sassofonista jazz John Coltrane. Il pezzo è dedicato alla sua prima moglie, Juanita Naima Grubbs, con la quale l'artista fu sposato dal 1955 al 1963.

## Il brano

### Registrazione
La prima registrazione del brano ebbe luogo il 26 marzo 1959. La versione definitiva poi pubblicata nell'album Giant Steps, venne però incisa successivamente il 2 dicembre 1959 con Wynton Kelly, Paul Chambers e Jimmy Cobb. Il brano è una lenta ballad dal passo allungato, dominata dal sassofono di Coltrane, con l'aggiunta di un breve assolo di Kellys al pianoforte. Il biografo di Coltrane Lewis Porter sottolinea che le linee di basso della composizione furono accuratamente provate da Coltrane e Chambers, in particolare per studiare l'attacco iniziale del pezzo.
Naima è una delle canzoni più famose di Coltrane, che egli stesso eseguì in diverse occasioni in molti concerti dal vivo lungo tutto l'arco della sua carriera. Una particolare versione dal vivo in stile "free jazz" è contenuta nell'album Live at the Village Vanguard Again! del 1966.

## Formazione
- John Coltrane - sassofono tenore
- Paul Chambers - contrabbasso
- Wynton Kelly - pianoforte
- Jimmy Cobb - batteria

## Cover
Il brano venne reinterpretato da Archie Shepp sull'album Four for Trane quando Coltrane era ancora in vita; in seguito, dopo la morte del sassofonista nel 1967, si sono susseguite molte altre interpretazioni, e la composizione è diventata uno standard jazz vero e proprio. Naima è stata eseguita da McCoy Tyner (la prima volta nell'album Echoes of a Friend, 1972), da John McLaughlin nel 1973 (sull'album Love Devotion Surrender in collaborazione con Carlos Santana), e di nuovo nel suo album del 1995 After the Rain, da Maynard Ferguson (1979), Pharoah Sanders (Crescent with Love, 1992), David Murray / Dave Burrell (1993), Arthur Blythe (2001), Herbie Hancock, Michael Brecker e Roy Hargrove (Directions in Music: Live at Massey Hall, 2002), Juan Alderete, Adrian Terrazas, Money Mark & Cedric Bixler (2008), Aidan Baker (Passing Thru, 2010), Jaco Pastorius (nel video Modern Electric Bass), Alex Bugnon (As Promised, 2000), e Lionel Loueke (Karibu, 2008).

## Versioni discografiche di Coltrane
- John Coltrane: Giant Steps (Atlantic, 1960) - studio
- John Coltrane: The Complete 1961 Village Vanguard Recordings (Impulse!, 1997) - dal vivo nel '61
- John Coltrane: The European Tour (Pablo, 1962); Afro Blue Impressions (Pablo, 1963) - dal vivo
- John Coltrane: Live at the Village Vanguard Again! (Impulse!, 1966) - dal vivo
- John Coltrane: The Heavyweight Champion – The Complete Atlantic Recordings (Atlantic, 1995) - studio [alternate take]
- John Coltrane: Blue World (Impulse! 2019, reg. 1964) - studio [2 take]